# 3-キヌクリジニルベンジラート
3-キヌクリジニルベンジラート (3-Quinuclidinyl benzilate) は、BZガスとも称される無力化ガスの一種である。名称のうち「ベンジラート」はベンジル酸のエステルであることを示している。
常温では固体であるため、ガスとして散布する時には溶媒に溶かして使用する。
日本では化学兵器禁止法の第一種指定物質になっている。

## 作用
人体への作用はアトロピン、スコポラミン、ヒヨスチアミンと他のデリリアントに関連したグリコール酸の抗コリン作用によるものである。
末梢神経作用
瞳孔散大、かすみ眼、口や皮膚の渇き、最初は心拍が速くなり、その後は正常もしくは遅くなる。
中枢神経作用
幻覚、昏睡、物忘れ、混乱などさまざまな意識障害、運動失調症、失見当識